# Campeonato Femenino de Fútbol de Asia Oriental de 2015
El Campeonato Femenino de Fútbol de Asia Oriental 2015 fue la quinta edición de ese torneo. Se desarrolló en China entre el 1 y el 8 de agosto.

## Ronda preliminar

### Sedes
| Ciudad | Estadio                      | Capacidad |
| ------ | ---------------------------- | --------- |
| Dededo | GFA National Training Center | 5.000     |

### Clasificación
| Selección                | PJ | PG | PE | PP | GF | GC | Dif. | Pts |
| ------------------------ | -- | -- | -- | -- | -- | -- | ---- | --- |
| Guam                     | 2  | 2  | 0  | 0  | 18 | 0  | +18  | 6   |
| Islas Marianas del Norte | 2  | 1  | 0  | 1  | 7  | 7  | 0    | 3   |
| Macao                    | 2  | 0  | 0  | 2  | 0  | 18 | −18  | 0   |

### Resultados
| Fecha               | Lugar  |                          |                                     | Resultado |                                     |                          |
| ------------------- | ------ | ------------------------ | ----------------------------------- | --------- | ----------------------------------- | ------------------------ |
| 20 de julio de 2014 | Dededo | Guam                     | Bandera de Guam                     | 7:0       | Bandera de Islas Marianas del Norte | Islas Marianas del Norte |
| 22 de julio de 2014 | Dededo | Guam                     | Bandera de Guam                     | 11:0      | Bandera de Macao                    | Macao                    |
| 24 de julio de 2014 | Dededo | Islas Marianas del Norte | Bandera de Islas Marianas del Norte | 7:0       | Bandera de Macao                    | Macao                    |

## Segunda ronda

### Sedes
| Ciudad | Estadio                     | Capacidad |
| ------ | --------------------------- | --------- |
| Zhubei | Hsinchu County Stadium      | 15.000    |
| Taipéi | Estadio Municipal de Taipéi | 22.000    |

### Clasificación
| Selección     | PJ | PG | PE | PP | GF | GC | Dif. | Pts |
| ------------- | -- | -- | -- | -- | -- | -- | ---- | --- |
| Corea del Sur | 3  | 3  | 0  | 0  | 26 | 0  | +26  | 9   |
| China Taipéi  | 3  | 2  | 0  | 1  | 6  | 2  | +4   | 6   |
| Hong Kong     | 3  | 1  | 0  | 2  | 3  | 11 | −8   | 3   |
| Guam          | 3  | 0  | 0  | 3  | 0  | 22 | −22  | 0   |

### Resultados
| Fecha                   | Lugar  |               |                          | Resultado |                          |               |
| ----------------------- | ------ | ------------- | ------------------------ | --------- | ------------------------ | ------------- |
| 12 de noviembre de 2014 | Zhubei | Corea del Sur | Bandera de Corea del Sur | 15:0      | Bandera de Guam          | Guam          |
| 12 de noviembre de 2014 | Zhubei | China Taipéi  | Bandera de China Taipéi  | 2:0       | Bandera de Hong Kong     | Hong Kong     |
| 15 de noviembre de 2014 | Zhubei | Hong Kong     | Bandera de Hong Kong     | 0:9       | Bandera de Corea del Sur | Corea del Sur |
| 15 de noviembre de 2014 | Zhubei | China Taipeí  | Bandera de China Taipéi  | 4:0       | Bandera de Guam          | Guam          |
| 18 de noviembre de 2014 | Taipéi | Guam          | Bandera de Guam          | 0:3       | Bandera de Hong Kong     | Hong Kong     |
| 18 de noviembre de 2014 | Taipéi | China Taipéi  | Bandera de China Taipéi  | 0:2       | Bandera de Corea del Sur | Corea del Sur |

## Ronda Final

### Sedes
| Ciudad | Estadio             | Capacidad |
| ------ | ------------------- | --------- |
| Wuhan  | Wuhan Sports Center | 54.357    |

### Clasificación
La Ronda final del Campeonato Femenino de Fútbol del Este de Asia se llevó a cabo entre el 1 y 8 de agosto de 2015 en Wuhan (República Popular de China). En esta ronda clasificaron las mejores selecciones del este de Asia que son China, Corea del Norte y Japón. El último lugar para la ronda final de la copa fue para Corea del Sur, tras ganar la segunda ronda.
| Selección       | PJ | PG | PE | PP | GF | GC | Dif. | Pts |
| --------------- | -- | -- | -- | -- | -- | -- | ---- | --- |
| Corea del Norte | 3  | 3  | 0  | 0  | 9  | 4  | +5   | 9   |
| Corea del Sur   | 3  | 2  | 0  | 1  | 3  | 3  | 0    | 6   |
| Japón           | 3  | 1  | 0  | 2  | 5  | 6  | −1   | 3   |
| China           | 3  | 0  | 0  | 3  | 2  | 6  | −4   | 0   |

### Resultados
| Fecha               | Lugar |                 |                                       | Resultado |                            |                 |
| ------------------- | ----- | --------------- | ------------------------------------- | --------- | -------------------------- | --------------- |
| 1 de agosto de 2015 | Wuhan | Corea del Norte | Bandera de Corea del Norte            | 4:2       | Bandera de Japón           | Japón           |
| 1 de agosto de 2015 | Wuhan | China           | Bandera de la República Popular China | 0:1       | Bandera de Corea del Sur   | Corea del Sur   |
| 4 de agosto de 2015 | Wuhan | Japón           | Bandera de Japón                      | 1:2       | Bandera de Corea del Sur   | Corea del Sur   |
| 4 de agosto de 2015 | Wuhan | China           | Bandera de la República Popular China | 2:3       | Bandera de Corea del Norte | Corea del Norte |
| 8 de agosto de 2015 | Wuhan | Corea del Sur   | Bandera de Corea del Sur              | 0:2       | Bandera de Corea del Norte | Corea del Norte |
| 8 de agosto de 2015 | Wuhan | China           | Bandera de la República Popular China | 0:2       | Bandera de Japón           | Japón           |

### Campeón
| Bandera de Corea del Norte |
| Campeón                    |
| Corea del Norte            |
| 2º Título                  |